# Вторая финская хоккейная лига
Вторая финская хоккейная лига или Местис (фин. Mestis, сокращение от: Mestaruussarja, что  в переводе с финского означает «Чемпионская серия») — вторая мужская финская хоккейная лига по силе, по величине, по значимости и популярности после «Лииги». Образовалась Финским хоккейным союзом (ФХС) в 2000 году и заменила «Первый дивизион» (I-Divisioona; 1974—2000), которая была второй высшей хоккейной лигой Финляндии. Которая ранее в период с 1935 по 1974 годы лига носила название «Финская серия (Суомен сарья)» (Suomen sarja; 1935—1974).
Местис — это высшая лига, в которую можно попасть только за игровые заслуги. Повышение до «Лииги» возможно только в том случае, если заявка команды на лицензию «Лииги» будет принята. Однако, Местис — это открытая лига, в которой возможны понижение и повышение в третью по силе лигу — «Суоми-серия (Суоми-сарья)» (фин. Suomi-sarja). Местис также является высшей лигой, управляемой ФХС.

## История
В период 2000–2008 годов у команд-представителей лиги Местис практически не было возможности перейти в СМ-лигу, которая была закрытой на момент 2000 года, но вместо этого была возможность вылететь в третью по значимости лигу Суоми-сарья. Однако, уже весной 2005 года клуб «КалПа» был переведен в СМ-лигу, когда количество команд в лиге было увеличено с 13 до 14 команд. В сезоне 2008–09 г.г. квалификационные раунды СМ-лиги были возвращены на несколько сезонов, но в сезоне 2013–14 квалификационные раунды снова были удалены из розыгрышей чемпионатов. После вылета  из квалификационных раундов, команды «ХК Спорт», «КооКоо» и «Юкурит» были переведены в СМ-лигу через лицензионную систему.
В сезоне 2022/2023 годов в структуру лиги Местис влилась новая и при этом иностранная команда «ХК Земгале» из города Елгава (Латвия), став четырнадцатым клубом играющем в лиге. ХК «Земгале» никогда раньше не играла в финской лиге и был добавлен в структуру Местиса, чтобы сделать финский хоккей более зрелищным и интернациональным. По словам самих представителей лиги, они ведут переговоры с другими иностранными клубами о присоединении к лиге Местис.
В сезоне 2023/2024 годов в структуру лиги Местис после десятилетнего перерыва возвращается хельсинкский «Йокерит», тем самым став пятнадцатым клубом играющем в лиге. Однако с началом сезона лигу покинули два клуба: латвийский «ХК Земгале» из-за того,  что клуб не получил лицензию участника на предстоящий сезон, и клуб «Пелийтат» из города Хейнола, в связи с тем что обанкротился и не получил лицензии участника на грядущий сезон. Таким образом, в лиге осталось только тринадцать команд.
В преддверии сезона 2024/2025, произошли существенные изменения: команда «Киекко-Эспоо» из Эспоо была повышена до «Лииги», в то время как команда «ФПС» из города Форсса по итогам прошедшего сезона вылетела «Суоми-серию». В то время, как команда «Коо-Вее» из Тампере не получила лицензию на грядущий сезон по финансовым причинам, была признана банкротом и была в последствии расформирована. Таким образом, в лиге осталось всего десять команд.

## Клубы
| Клуб          | Город     | Домашняя арена, вместимость             | Образована | Главный тренер                                     |
| ------------- | --------- | --------------------------------------- | ---------- | -------------------------------------------------- |
| Гермес        | Коккола   | Ледовый дворец «Коккола» (4,200 чел.)   | 1953       | Симо Лиукка (27.10.2024) Юха-Матти Кемппайнен      |
| ИПК           | Ийсалми   | Ледовый дворец «Канка» (1,358 чел.)     | 1966       | Симо Карьялайнен                                   |
| Йокерит       | Хельсинки | Ледовый дворец «Хельсинки» (8,200 чел.) | 1967       | Теро Мяяття (16.09.2024) Ристо Дуфва               |
| ЙоКП          | Йоэнсуу   | Ледовый дворец «Мехтимяки» (4,800 чел.) | 1953       | Каспер Вуоринен (16.09.2024) Микко Рямё            |
| Кеттеря       | Иматра    | Иматра Спа Арена (1,300 чел.)           | 1957       | Янне Туунанен                                      |
| Киекко-Вантаа | Вантаа    | Трио Арена (3,700 чел.)                 | 1994       | Яни Маннинен                                       |
| КеуПа ХТ      | Кеуруу    | Ледовый дворец «Кеуруу» (1,100 чел.)    | 1995       | Нико Райскио                                       |
| РоКи          | Рованиеми | Арена Лапландии (3,500 чел.)            | 1979       | Сакари Салмела (27.10.2024) Микко Сиренто-Маннинен |
| ТуТо Хоккей   | Турку     | Марли Арена (3,000 чел.)                | 1929       | Йонне Виртанен (14.01.2025) Самули Марьйета        |
| Хокки         | Каяани    | Ледовый дворец «Каяани» (2,372 чел.)    | 1968       | Антти Халонен                                      |

## Все победители

### Победители Первого Дивизиона (1974–2000)
| Год       | Чемпион                 | Серебряный призёр   | Бронзовый призёр |
| 1974/75   | «ХК Спорт» (Вааса)      | ФоПС                | ХПК              |
| 1975/76   | «Киекко-Рейпас» (Лахти) | Кярпят              | СайПа            |
| 1976/77   | «Кярпят» (Оулу)         | ХК Спорт            | СайПа            |
| 1977/78   | «СайПа» (Лаппеэнранта)  | ФоПС                | ХПК              |
| 1978/79   | «СайПа» (2)             | ФоПС                | ЮП               |
| 1979/80   | «ХПК» (Хямеэнлинна)     | СайПа               | СаПКо            |
| 1980/81   | «ХПК» (2)               | Коо-Вее             | ЮП               |
| 1981/82   | «ХПК» (3)               | ФоПС                | ХК Спорт         |
| 1982/83   | «ХПК» (4)               | ЙоКП                | КооКоо           |
| 1983/84   | «Лукко» (Раума)         | ЮП                  | ЙоКП             |
| 1984/85   | «ЮП» (Йювяскюля)        | КалПа               | КооКоо           |
| 1985/86   | «КалПа» (Куопио)        | ТуТо Хоккей         | КооКоо           |
| 1986/87   | «КооКоо» (Коувола)      | ТуТо Хоккей         | ХПК              |
| 1987/88   | «ХПК» (5)               | СайПа               | Киекко-Рейпас    |
| 1988/89   | «ЙоКП» (Йоэнсуу)        | Йокерит             | Киекко-Эспоо     |
| 1989/90   | «Эссят» (Пори)          | Хоккей-Рейпас Лахти | Кярпят           |
| 1990/91   | «ЙоКП» (2)              | Кярпят              | Вантаа ХТ        |
| 1991/92   | «Киекко-Эспоо» (Эспоо)  | Кярпят              | КооКоо           |
| 1992/93   | «ЙоКП» (3)              | ТуТо Хоккей         | КооКоо           |
| 1993/94   | «ТуТо Хоккей» (Турку)   | СайПа               | ЙоКП             |
| 1994/95   | «СайПа» (3)             | КооКоо              | СаПКо            |
| 1995/96   | «Гермес» (Коккола)      | СайПа               | Киекко-67 Турку  |
| 1996/97   | «Кярпят» (2)            | Кархут              | Пеликанс Лахти   |
| 1997/98   | «Кярпят» (3)            | Гермес              | Пеликанс Лахти   |
| 1998/99   | «Кярпят» (4)            | Пеликанс Лахти      | ХК Спорт         |
| 1999/2000 | «Кярпят» (5)            | ХК Спорт            | Дискос Йювяскюля |

### Победители лиги Местис (2000—н.в.)
| Год     | Чемпион               | Серебряный призёр        | Бронзовый призёр | Победитель регулярного чемпионата |
| 2000/01 | «Юкурит» (Миккели)    | ТуТо Хоккей              | Гермес           | «ТуТо Хоккей»                     |
| 2001/02 | «Юкурит» (2)          | КооКоо                   | КалПа            | «Юкурит»                          |
| 2002/03 | «Юкурит» (3)          | Киекко-Вантаа            | КооКоо           | «Юкурит» (2)                      |
| 2003/04 | «КалПа» (2)           | Юкурит                   | Гермес           | «Юкурит» (3)                      |
| 2004/05 | «КалПа» (3)           | ХК Спорт                 | ТуТо Хоккей      | «КалПа»                           |
| 2005/06 | «Юкурит» (4)          | ХК Спорт                 | ТуТо Хоккей      | «Юкурит» (4)                      |
| 2006/07 | «Хокки» (Каяани)      | Юкурит                   | ХК Спорт         | «ХК Спорт»                        |
| 2007/08 | «ТуТо Хоккей» (2)     | Хокки                    | Юкурит           | «ТуТо Хоккей» (2)                 |
| 2008/09 | «ХК Спорт» (2)        | Йокипоят                 | Хокки            | «Йокипоят»                        |
| 2009/10 | «Йокипоят» (4)        | Д-Киекко                 | КооКоо           | «КооКоо»                          |
| 2010/11 | «ХК Спорт» (3)        | Юкурит                   | Д-Киекко         | «Юкурит» (5)                      |
| 2011/12 | «ХК Спорт» (4)        | Йокипоят                 | КооКоо           | «Юкурит» (6)                      |
| 2012/13 | «Юкурит» (5)          | КооКоо                   | ТуТо Хоккей      | «Юкурит» (7)                      |
| 2013/14 | «КооКоо» (2)          | Юкурит                   | ТуТо Хоккей      | «ТуТо Хоккей» (3)                 |
| 2014/15 | «Юкурит» (6)          | КооКоо                   | Хокки            | «Юкурит» (8)                      |
| 2015/16 | «Юкурит» (7)          | Хокки                    | Йокипоят         | «Юкурит» (9)                      |
| 2016/17 | «СаПКо» (Савонлинна)  | Киекко-Вантаа            | Эспоо Юнайтед    | «СаПКо»                           |
| 2017/18 | «КеуПа ХТ» (Кеуруу)   | ТуТо Хоккей              | СаПКо            | «КеуПа ХТ»                        |
| 2018/19 | «Кеттеря» (Иматра)    | КеуПа ХТ                 | ТуТо Хоккей      | «Гермес»                          |
| 2019/20 | —                     | чемпионат был остановлен | —                | «Кеттеря»                         |
| 2020/21 | «Кеттеря» (2)         | Гермес                   | ИПК              | «Киекко-Эспоо»                    |
| 2021/22 | «Кеттеря» (3)         | Киекко-Эспоо             | РоКи             | «Кеттеря» (2)                     |
| 2022/23 | «Киекко-Эспоо» (2)    | Кеттеря                  | РоКи             | «Киекко-Эспоо» (2)                |
| 2023/24 | «ИПК» (Ийсалми)       | Кеттеря                  | Киекко-Эспоо     | «ИПК»                             |
| 2024/25 | «Йокерит» (Хельсинки) | ИПК                      | Киекко-Вантаа    | «Йокерит»                         |